# Estadi Beşiktaş İnönü
L'Estadi Beşiktaş İnönü (en turc Beşiktaş İnönü Stadyumu) fou un estadi de futbol de la ciutat d'Istanbul, Turquia.
Era propietat del club Beşiktaş J.K.. Estava situat a Dolmabahce, al districte de Beşiktaş, al costat europeu d'Istambul. Tenia una capacitat de 32.145 espectadors. Els tres grans clubs de la ciutat, Beşiktaş J.K.; Galatasaray S.K. i Fenerbahçe S.K., van jugar a aquest estadi, ja que fins als anys 60 era l'únic estadi modern de la ciutat. Entre 1921 i 1939, els tres clubs havien jugat a l'Estadi Taksim. Aquest estadi fou demolit el 1939 i reemplaçat pel Parc Taksim (Taksim Gezi Parkı) als anys 40 i 50. Anteriorment, l'estadi es va anomenar Estadi Dolmabahce i Estadi Mithat Paşa.
L'estadi va ser inaugurat el dia 19 de maig de 1947, amb una capacitat inicial de 16.000. Va ser demolit entre juny i octubre de 2013 per a construir en aqueix mateix lloc el nou estadi del club, el Vodafone Arena, que va ser inaugurat el 2016.